# マックス (ライフゲーム)
マックス（Max）は、ライフゲームにおける繁殖型である。グライダー銃のような単純な繁殖型のような単に「無制限に増殖する」ばかりではなく、縦横の両方に二次的に成長（quadratic growth）する、ブリーダー（en:Breeder (cellular automaton)）と呼ばれるタイプの中でも最も極端な、高密度のagar（寒天のこと）と呼ばれている種類のパターンで空間を埋めてゆくspacefiller（en:Spacefiller）の一種である。1995年に発見された、そのようなパターンで187個の生きたセルから開始されるものを指すことが多いが、LifeWikiでは、そのようなもののうち、現時点で最小のものを指す総称の場合もある、としている。

## 構造
マックスの初期配置。
2世代後は下のようになるが、右上と左下のパターンは初期配置と全く同じである。この後、この2つのパターンは周期2で、左右の触角のようなパターンは周期4で外に移動する。中央のストライプの領域はそれに伴って拡大していく。

2世代経ったあとのマックス。